# 126
126（百二十六、ひゃくにじゅうろく）は自然数、また整数において、125の次で127の前の数である。

## 性質
- 126は合成数であり、約数は 1, 2, 3, 6, 7, 9, 14, 18, 21, 42, 63 と 126 である。
  - 約数の和は312。
    - 29番目の過剰数である。1つ前は120、次は132。
- 6番目の五胞体数である。1つ前は70、次は210。
  - 126 = 6 × 7 × 8 × 9/1 × 2 × 3 × 4
- 126 = 2 × 32 × 7
  - 3つの異なる素因数の積で p2 × q × r の形で表せる4番目の数である。1つ前は90、次は132。(オンライン整数列大辞典の数列 A085987)
  - 126 = 21 × 6 であり、4番目のフリードマン数。1つ前は125、次は127。
- (125, 126)は5番目のルース＝アーロン・ペアである。1つ前は(77, 78)、次は(714, 715)。
- 42番目のハーシャッド数である。1つ前は120、次は132。
  - 9を基としたとき13番目のハーシャッド数である。1つ前は117、次は135。
- 各位の立方和が225になる最小の数である。次は162。(オンライン整数列大辞典の数列 A055012)
  - 各位の立方和が n になる最小の数である。1つ前の224は26、次の226は1126。(オンライン整数列大辞典の数列 A165370)
  - 各位の立方和が平方数になる17番目の数である。1つ前は123、次は132。(オンライン整数列大辞典の数列 A197039)
- 1/126 = 0.0079365… (下線部は循環節で長さは6)
  - 逆数が循環小数になる数で循環節が6になる23番目の数である。1つ前は117、次は130。
- 1262 + 1 = 15877 であり、n2 + 1 の形で素数を生む24番目の数である。1つ前は124、次は130。
- 114から続いた以前の連続数を上回る13連続合成数のうち最後の数である。1つ前の7連続の最後は96、次の17連続の最後は540。(オンライン整数列大辞典の数列 A008995)
- 126 = 21 + 22 + 23 + 24 + 25 + 26
  - 2の自然数乗の和とみたとき1つ前は62、次は254。
  - a = 2 のときの a1 + a2 + a3 + a4 + a5 + a6 の値とみたとき1つ前は6、次は1092。
- 126 = 42 + 52 + 62 + 72
  - 4連続平方和で表せる4番目の数である。1つ前は86、次は174。
  - n から始まる n 連続整数の平方和で表せる数である。1つ前は50、次は255。(オンライン整数列大辞典の数列 A050410)
  - 126 = 12 + 32 + 42 + 102 = 12 + 52 + 62 + 82 = 22 + 32 + 72 + 82 = 22 + 42 + 52 + 92 = 42 + 52 + 62 + 72
    - 異なる4つの平方数の和5通りで表せる最小の数である。次は150。(オンライン整数列大辞典の数列 A025380)
      - 異なる4つの平方数の和 n 通りで表せる最小の数である。1つ前の4通りは142、次の6通りは174。(オンライン整数列大辞典の数列 A025417)
- 約数の和が126になる数は2個ある。(68, 82) 約数の和2個で表せる13番目の数である。1つ前は124、次は128。
- 126 = 53 + 1 
  - n = 3 のときの 5n + 1 の値とみたとき1つ前は26、次は626。(オンライン整数列大辞典の数列 A034474)
  - n = 5 のときの n3 + 1 の値とみたとき1つ前は65、次は217。(オンライン整数列大辞典の数列 A001093)
  - 126 = 13 + 53
    - 2つの正の数の立方数の和で表せる10番目の数である。1つ前は91、次は128。(オンライン整数列大辞典の数列 A003325)
    - 異なる2つの正の数の立方数の和で表せる7番目の数である。1つ前は91、次は133。(オンライン整数列大辞典の数列 A024670)
- 126 = 12 + 22 + 112 = 12 + 52 + 102 = 32 + 62 + 92
  - 3つの平方数の和3通りで表せる10番目の数である。1つ前は114、次は131。(オンライン整数列大辞典の数列 A025323)
  - 異なる3つの平方数の和3通りで表せる3番目の数である。1つ前は110、次は134。(オンライン整数列大辞典の数列 A025341)
  - 126 = 32 + 62 + 92
    - n = 2 のときの 3n + 6n + 9n の値とみたとき1つ前は18、次は972。(オンライン整数列大辞典の数列 A074557)
- 126 = 23 + 33 + 33 + 43
  - 4つの正の数の立方数の和で表せる24番目の数である。1つ前は119、次は128。(オンライン整数列大辞典の数列 A003327)
- 126 = 6 + 120
  - 異なる倍積完全数の和で表せる5番目の数である。(ただし1を除く)1つ前は120、次は148。(オンライン整数列大辞典の数列 A083865)
- 126 = 27 − 2
  - n = 2 のときの n7 − n の値とみたとき1つ前は0、次は2184。(オンライン整数列大辞典の数列 A133499)
  - n = 7 のときの 2n − 2 の値とみたとき1つ前は62、次は254。(オンライン整数列大辞典の数列 A000918)
- n = 126 のとき n と n + 1 を並べた数を作ると素数になる。n と n + 1 を並べた数が素数になる19番目の数である。1つ前は120、次は138。(オンライン整数列大辞典の数列 A030457)
- n = 6 のときの 2n と n を並べてできる数である。1つ前は105、次は147。(オンライン整数列大辞典の数列 A235497)
- 126 = 5! + 6
  - n = 5 のときの n! + n + 1 の値とみたとき1つ前は29、次は727。(オンライン整数列大辞典の数列 A213169)

## その他 126 に関連すること
- 西暦126年
- 126フィルムは写真フィルムの1つ。インスタマチックカメラ向けで、カートリッジ入り。画面サイズ26cm×26cmのスクエアフォーマット。
- 126は、核物理学において、2、8、20、28、50、82と共に、原子核中の中性子の数がこれらの数である場合、その原子核はなぜか安定しやすい、魔法数の1つとして知られている。これより大きな魔法数についての研究もあるが、2011年現在知られている中では126が最大である。
- 年始から数えて126日目は5月6日、閏年はこどもの日である5月5日。
- 第126代ローマ教皇はレオ7世（在位：936年1月3日～939年7月3日）である。
- 日本の第126代天皇は徳仁（在位：令和元年2019年5月1日～在位中）である。
- 126 × 10−2 = 1.26 は log 4/log 3 の近似値である。(オンライン整数列大辞典の数列 A100831)
  - フラクタル図形コッホ雪片のハウスドルフ次元である。